# La magnifica bambola
La magnifica bambola (Magnificent Doll) è un film statunitense del 1946 diretto da Frank Borzage.

## Trama
Washington, 1814. Durante la guerra anglo-americana la Casa Bianca, occupata dalle truppe britanniche, deve essere evacuata. Dolley Madison, moglie del presidente James Madison, si prepara a lasciare la residenza e rievoca la sua vita. Cresciuta in una famiglia quacchera a Filadelfia, viene data in sposa da suo padre a John Todd, ma il matrimonio non sarà felice: quando nel 1793 scoppia nella città un'epidemia di febbre gialla che le farà perdere suo padre e un figlio, l'affetto per suo marito cresce, ma anche John in seguito soccombe alla malattia.
Poco tempo dopo, la vedova partecipa alla ristrutturazione della Casa Bianca e assiste all'assedio di Washington, durante il quale  viene corteggiata da due aspiranti politici: Aaron Burr e James Madison. I due sono amici, ma politicamente sono avversari. Dolley sceglie di sposare James Madison, mentre Burr diventa antagonista del nuovo candidato presidenziale Thomas Jefferson, che vince le elezioni e nomina Madison suo Segretario di Stato, sicché Dolly deve trasferirsi a Washington con suo marito. 
Burr intanto sfida a duello Alexander Hamilton, altro rivale politico, e lo uccide, ma riesce a sfuggire alla giustizia fuggendo a Filadelfia. Lì cerca di organizzare un colpo di stato e recluta degli uomini, ma il colpo di stato fallisce e, quando lui rischia il linciaggio, Dolley gli salva la vita, convincendo la folla che la morte di Burr lo renderebbe un martire e quindi finirebbe per favorire le sue idee politiche.